# FlexATX
FlexATX är en formfaktor på moderkort som bygger på microATX. Den största skillnaden är att själva kortet är lite mindre (229 mm x 191 mm).